# Капроно (Варезе)
Капроно је насеље у Италији у округу Варезе, региону Ломбардија.
Према процени из 2011. у насељу је живело 125 становника. Насеље се налази на надморској висини од 250 м.